# ۷۵ (قمری)
۷۵ (قمری)، هفتاد و پنجمین سال در گاهشماری هجری قمری است. اول محرم این سال برابر با پنجم مه سال ۶۹۴ میلادی است.

## رویدادها
- انتصاب حجاج بن یوسف ثقفی به حکومت عراق از طرف عبدالملک بن مروان.

- ضرب سکه توسط حجاج؛ بر یک روی آن «بسم الله» و بر روی دیگرش کلمه «حجاج» را حک کرد.

## درگذشتگان
- جابر بن سمره

- ابوعبدالرحمان سلمی